# هرون اسکندرانی
هرون اسکندرانی (به یونانی: Ἥρων ὁ Ἀλεξανδρεύς) (حدود ۱۰–۷۰ میلادی) ریاضی‌دان و مهندس یونانی-مصری بود. او را از بزرگ‌ترین مهندسان و مخترعان دوره هلنی می‌دانند. بیشتر آثار نوشته او از بین رفته است اما برخی از کارهای او در کتاب‌های علم‌الحیل نوشته دانشمندان ایرانی و عرب باقی مانده‌است.
او یک موتور بخار را که آیولیپایل یا ماشین هرون نامیده می‌شد توصیف کرده‌است. از اختراعات مشهورش می‌توان به آسیاب بادی  بود که نخستین کاربرد توان بادی بر روی زمین بود همچنین ساخت اولین درب اتوماتیک که جز پر افتخارترین اختراعات آن دوره محسوب میگردید اشاره کرد . همچنین فواره هرون از اختراعات اوست.
او در کتابخانه اسکندریه مصر ریاضیات، مکانیک، فیزیک، وپنوماتیک تدریس می‌کرد.

## جستارهای وابسته

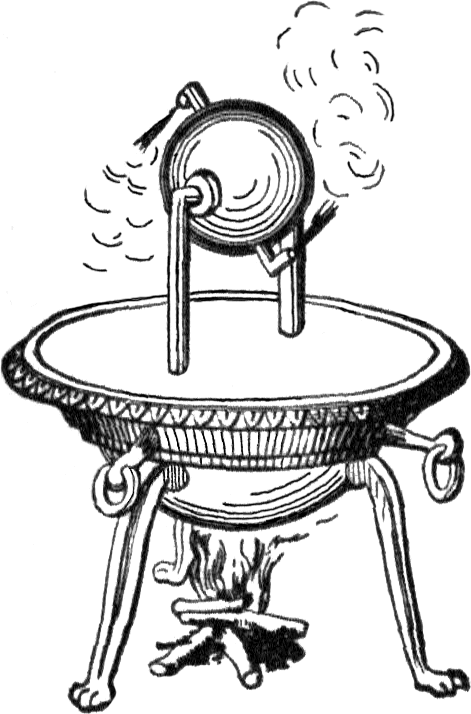
آیولیپایل هرون

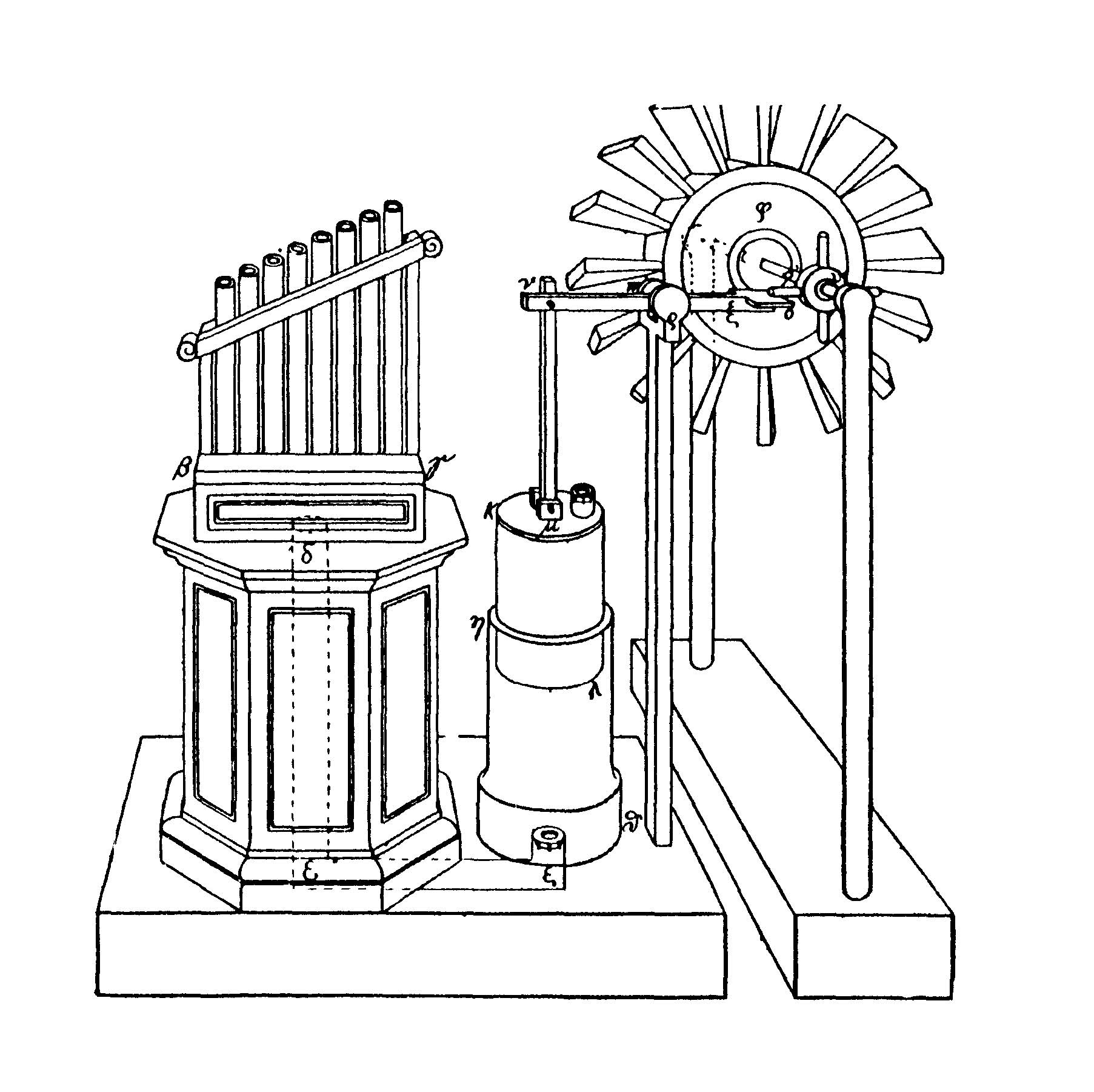
ارگ هرون (بازسازی شده)